# Apensen
Apensen település Németországban, azon belül Alsó-Szászország tartományban. Lakosainak száma 4569 fő (2023. december 31.). Apensen Nottensdorf, Buxtehude, Beckdorf és Sauensiek községekkel határos.

## Népesség
A település népességének változása:
| Lakosok száma | 4084 | 4225 | 4284 | 4467 | 4535 | 4569 |
|               | 2016 | 2017 | 2019 | 2021 | 2022 | 2023 |